# Backstage
Backstage je páté studiové album zpěvačky a herečky Cher, vydané v červenci roku 1968 u Imperial Records.

## O albu
Poslední album pro Liberty, dceřinou společnost Imperial Records, bylo opět produkované Sonnym Bonem, společně s Denisem Pregnolatem a Haroldem R. Battistem Jr.
Deska se opět skládá převážně z cover verzí známých písní.
Jedná se o první album Cher, které komerčně propadlo a nepřineslo ani žádný hit. Prodejnost alba činí 600 tisíc kusů, z toho v Americe 206 tisíc a v Anglii 15 tisíc.
Ve stejném roce nahrála Cher ještě další dvě skladby - byly to "Yours until Tomorrow" a "The Thought of Loving You". První z nich vyšla na singlu.
O dva roky později bylo deset skladeb z alba (písně "A House Is Not a Home" a "Song Called Children" zahrnuty nebyly) vydáno na LP pod názvem This Is Cher u společnosti Sunset Records.
Album se dočkalo reedice na kompaktním disku v roce 2007, společně s deskou největších hitů Golden Greats.
V roce 2016 zazněla v reklamní kampani pro NatWest skladba "It All Adds up Now" a název písně byl použit jako reklamní slogan. Stalo se tak po úspěchu Amazon TV se znělkou písně "Little Man" od Sonnyho & Cher, evokující zájem veřejnosti o ranou tvorbu Cher ze 60. let.

### Singly
Z alba vzešly dva singly - "The Click Song Number One" a "Take Me for a Little While". Ani jedna píseň se nedostala do první stovky americké hitparády, ani se neumístily nikde jinde ve světě.

## Seznam skladeb
| Pořadí | Název                      | Autor                        | Délka |
| ------ | -------------------------- | ---------------------------- | ----- |
| 1.     | Go Now                     | Larry Banks, Milton Bennett  | 3:56  |
| 2.     | Carnival                   | Luiz Bonfá, Antônio Maria    | 3:26  |
| 3.     | It All Adds Up Now         | Doug Sahm                    | 2:57  |
| 4.     | Reason To Believe          | Tim Hardin                   | 2:26  |
| 5.     | Masters Of War             | Bob Dylan                    | 4:09  |
| 6.     | Do You Believe In Magic    | John Sebastian               | 2:36  |
| 7.     | I Wasn't Ready             | Dr. John Creaux, Jessie Hill | 2:59  |
| 8.     | A House Is Not A Home      | Burt Bacharach, Hal David    | 2:14  |
| 9.     | Take Me For A Little While | Trade Martin                 | 2:46  |
| 10.    | The Click Song             | Miriam Makeba                | 2:53  |
| 11.    | The Impossible Dream       | Joe Darion, Mitch Leigh      | 2:26  |
| 12.    | Song Called Children       | Bob West                     | 3:35  |